# Tuťiangjenský zavlažovací systém
Tuťiangjenský zavlažovací systém je rozsáhlý systém zavlažování, který se nachází v čínské provincii S’-čchuan. Jeho počátky sahají až do 3. století př. n. l. Systém je dodnes funkční a tvoří jednu z důležitých ukázek starobylé čínské vynalézavosti a vyspělosti. 
Zavlažovací systém byl společně s pohořím Čching-čcheng roku 2000 zařazen na Seznam světového dědictví UNESCO.